# 海山太郎 (2代)
海山 太郎（かいざん たろう、1869年10月14日（明治2年9月10日） - 1931年（昭和6年）6月6日）は、土佐国土佐郡比島（現在の高知県高知市比島）出身で友綱部屋（入門は大坂相撲の猪名川部屋）に所属した大相撲力士。本名は笠井 兎之助（かさい とのすけ、外之助とも）。身長173cm、体重99kg。怪力で知られ、得意手は、小手投げ、すくい投げ、合掌捻り。最高位は関脇。二所ノ関一門の源流を創り上げた。

## 来歴
板垣退助の知遇を得て、高知市潮江新田の板垣邸内の角力場で稽古を積む。大坂相撲の猪名川部屋に入門し、鏡川の四股名を名乗る。1890年（明治23年）5月、板垣退助の推薦により同郷の初代海山太郎が師匠を務める東京の友綱部屋へ移籍、序二段付出となる。初めは鏡川を名乗り、幕下の時に師匠・初代海山太郎が引退したので二代目海山の名を継ぐ。
1893年（明治26年）5月場所で新十両、1894年（明治27年）1月場所で新入幕と、当時としては異例のスピード出世をした。
怪力海山の名が高く、1897年（明治30年）1月場所の新関脇で6勝1敗2預、この場所では横綱小錦を怪力で捻り倒した。翌5月場所も5勝2敗2預の好成績で大関を期待されるが、次の1898年（明治31年）1月場所は日頃の豪酒がたたり、2勝5敗2分と大きく負け越して大関昇進を果たせなかった。
常陸山に強く、常陸山がまだ横綱昇進前ではあったが2勝(1900年（明治33年）一月場所七日目と1901年（明治34年）年五月場所五日目）しており、最高位が関脇以下の力士ではただ1人常陸山から2勝して名をあげている。特に1901年（明治34年）5月場所の大関常陸山との対戦は、相撲史にも記録されるめざましい大相撲を展開し、勇名を満天下に轟かせた。他にも小錦、朝汐、鳳凰といった強豪力士を倒した有名な大物食いだった実績で、名力士の仲間入りをした。
怪力伝説が多数あり、大倉喜八郎が向島の植半という料亭で開いた宴席に招かれた時、大きな外国人から日本の力士はどのくらい強いかと聞かれると、碁盤の上に一人座らせて、片手で持ち上げて日本力士の怪力を示したという。
八幡山移籍後は友綱部屋の一枚看板として部屋を支え、國見山、太刀山による友綱黄金時代到来まで部屋を支えた。
1909年（明治42年）1月場所を全休して現役を引退。年寄・第5代二所ノ関軍右衛門を襲名、友綱部屋から独立して二所ノ関部屋を興した。出羽海（両國梶之助）と仲が良く、検査役、協会理事を歴任し、大正時代の相撲協会幹部として多大な功績を残した。
直弟子には第32代横綱・玉錦などがいる。二所ノ関部屋は稽古土俵がなく共同の稽古場を使う小部屋だったので、弟子の中には出羽ノ海部屋などの大部屋の預かりとなって稽古をつけてもらう力士もいた。この頃、囲碁の木谷實が鈴木為次郎へ入門するため上京した時は、木谷を指導していた久保松勝喜代から頼み込まれて、木谷は二所ノ関部屋に居候して鈴木の家や日本棋院へ通っていた。
1922年（大正11年）3月、生まれ故郷の高知市比島にある、四所神社・熊野神社に鳥居を奉納。「二所ノ関軍右衛門事、笠井兎之助」と刻まれている。
1931年（昭和5年）夏場所、愛弟子の玉錦が大関に昇進する。玉錦は3連覇しながら横綱を見送られ、綱姿を見ることなく1931年（昭和6年）6月6日、胃癌で死去、二所ノ関部屋の弟子は友綱部屋に在籍していた元幕内・2代鬼竜山雷八が師匠を務めていた粂川部屋に預けられた。その後、玉錦は昭和7年（1932年）10月場所に第32代横綱に昇進、昭和10年（1935年）に二枚鑑札を許されて二所ノ関部屋を再興した。
二所ノ関部屋の開祖であるためか「海山太郎」の四股名は二所ノ関部屋の出世名となり、後の二所ノ関部屋の力士（神風正一など）が襲名している。
墓所は墨田区の清雄寺。